# Gallium(I,III)-chlorid
Gallium(I,III)-chlorid ist eine anorganische chemische Verbindung des Galliums aus der Gruppe der Chloride.

## Gewinnung und Darstellung
Gallium(I,III)-chlorid kann durch Reaktion von Gallium mit Gallium(III)-chlorid bei 180 °C unter Ausschluss von Feuchtigkeit gewonnen werden.
{\displaystyle {\ce {2GaCl3 + Ga -> 3GaCl2}}}
Ebenfalls möglich ist die Darstellung durch Reaktion von Gallium mit heißer Salzsäure.
{\displaystyle {\ce {Ga + 2HCl -> GaCl2 + H2}}}

## Eigenschaften
Gallium(I,III)-chlorid ist ein farbloser hygroskopischer Feststoff, der löslich in Benzol ist und Verwendung als starkes Reduktionsmittel findet. Er liegt in kristalliner Form und in der Schmelze als Ga[GaCl4] vor. In geschmolzener Form leitet die Verbindung elektrischen Strom und benetzt Glas nicht. Langsames Abkühlen der sauberen Schmelze führt zu einer unterkühlten Schmelze, die auch bei Raumtemperatur über Jahre flüssig sein kann.
Die Gitterkonstanten der tetragonalen Elementarzelle lauten a = 7,2235 Å, b = 9,7211 Å, c = 9,5421 Å.